# Abietaceae
Abietaceae is een botanische naam, voor een familie van zaadplanten. Een familie onder deze naam werd met enige regelmaat erkend door systemen voor plantentaxonomie: het ging dan veelal om de familie die nu Pinaceae heet (en moet heten).
De naam is ook beschikbaar voor een eventueel te erkennen kleinere familie die wel Abies, maar niet Pinus zou omvatten.